# Briggsia pinfaensis
Briggsia pinfaensis är en tvåhjärtbladig växtart som först beskrevs av Augustin Abel Hector Léveillé, och fick sitt nu gällande namn av William Grant Craib. Briggsia pinfaensis ingår i släktet Briggsia och familjen Gesneriaceae. Inga underarter finns listade i Catalogue of Life.